# Eliza Buceschi
Eliza Iulia Buceschi (* 1. August 1993 in Baia Mare) ist eine rumänische Handballspielerin.

## Karriere
Eliza Buceschi begann 2005 das Handballspielen beim rumänischen Verein HCM Baia Mare. In der Saison 2011/12 war die Rückraumspielerin mit 100 Treffern die erfolgreichste Torschützin der rumänischen Liga. Anschließend wechselte Buceschi zum rumänischen Spitzenverein CS Oltchim Râmnicu Vâlcea, jedoch wurde sie für die Saison 2012/13 an HCM Baia Mare ausgeliehen. Nach dieser Spielzeit stand sie wieder beim HCM Baia Mare unter Vertrag. Mit Baia Mare gewann sie 2013, 2014 und 2015 den rumänischen Pokal, 2013 und 2014 den rumänischen Supercup sowie 2014 die rumänische Meisterschaft. Im Sommer 2015 schloss sich Buceschi dem deutschen Bundesligisten Thüringer HC an. Mit dem THC gewann sie 2016 die deutsche Meisterschaft. Ab Juli 2016 stand sie beim dänischen Erstligisten FC Midtjylland Håndbold unter Vertrag. Im Dezember 2016 wurde ihr Vertrag vorzeitig aufgelöst. Anschließend schloss sie sich dem rumänischen Erstligisten HC Dunărea Brăila an. Ab der Saison 2017/18 lief sie für ASC Corona 2010 Brașov auf. Im Sommer 2020 wechselte sie zu Rapid Bukarest. Mit Rapid gewann sie 2022 die rumänische Meisterschaft.
Buceschi gehört seit 2011 dem Kader der rumänischen Nationalmannschaft an. Bislang bestritt Buceschi 103 Länderspiele, in denen sie 244 Treffer erzielte. Mit Rumänien gewann sie 2015 die Bronzemedaille bei der Weltmeisterschaft. Sie gehörte dem rumänischen Aufgebot für die Olympischen Spiele in Rio de Janeiro an. Bei der Europameisterschaft 2018 belegte sie mit Rumänien den vierten Platz und war mit 45 Treffern die zweiterfolgreichste Torschützin des Turniers. Bei der Weltmeisterschaft 2023, die Rumänien auf dem zwölften Platz abschloss, erzielte sie 47 Treffer und belegte gemeinsam mit der Dänin Kristina Jørgensen und der Niederländerin Angela Malestein den dritten Platz in der Torschützenliste.

## Privates
Ihre Eltern Costică Buceschi und Carmen Buceschi spielten ebenfalls professionell Handball.